# Szeredi-Saupe Gusztáv
Szeredi-Saupe Gusztáv, a közéletben többnyire Szeredi S. Gusztáv (Budapest, 1909. április 3. – 1988. szeptember 3., Budapest) brácsaművész, tanár, író, a Magyar Hárfástrió alapítója.

## Élete
1927-től 1932-ig a budapesti Zeneművészeti Főiskolán tanult. Zipernovszky Mária, Melles Béla, Zsolt Nándor (hegedű, brácsa, zenekari-gyakorlat) és Sebestyén Sándor (kamarazene) tanítványa volt. Oklevele megszerzése után először a Budapesti Hangversenyzenekarban játszott. Ezt követően a Budapesti MÁV Szimfonikus Zenekar egyik alapítója, brácsása és zenekari titkára lett.
1929-ben megnyerte egy regénypályázat első díját. Ezt követően 1933-tól 1936-ig több regénye is megjelent a Literária Kiadó Világvárosi Regények sorozatában.
1950-ben alapította meg feleségével, Sz. Molnár Annával (hárfa) és Vermes Máriával (hegedű) a Magyar Hárfástriót, de  hasonlóan jelentős a szintén ebben az évben alapított vonós-triója is. Számukra számos magyar és külföldi zeneszerző komponált értékes zenedarabot.
1958 és 1968 között a Halle-i Händel Fesztiválzenekar (Händel Festspiel-orchester) – viola d'amore – szólistája volt.
Már a harmincas évek elejétől kezdve tanított. 1950-től a Székesfehérvári Állami Zenekonzervatóriumban, 1958-tól a Halle-Wittenbergi Martin Luther Egyetem docense volt hegedű-brácsa szakon. 1971-ben hazaköltöztek Halléból és Budapesten folytatták művészi valamint kulturális tevékenységüket.
A budapesti Zeneműkiadó Vállalat munkatársaként jelentette meg Vermes Máriával a 300 év hegedűmuzsikája című nyolckötetes kottakiadást. 1985-től 1988-ig jelent meg gondozásában a Brácsamuzsika című háromkötetes gyűjteménye. Megjelentette továbbá Telemann és Dittersdorf concertóit, ill. hegedű-zongora szonátáit is.
Számos cikke jelent meg neves szaklapokban.

## Zenei könyvei
(Vermes Máriával): A budapest Editio Musica három nyelvű 300 év hegedűmuzsikája (300 Jahre Violinmusik – 300 Jears of Violin Music) sorozat kötetei (a kötetek kottamellékletekkel jelentek meg):
- A későbarokk – Das Spätbarock – The Late Baroque, 1981 (J. S. Bach, G. F. Händel, G. Ph. Telemann, P. Nardini és D. Scarlatti)
- Korai klasszika – Frühklassik – Early Classicism, 1982 (J. Haydn, M. Haydn, K. D. von Dittersdorf, W. A. Mozart)
- Bécsi klasszika – Wiener Klassik – Vienna Classicism, 1983 (J. Haydn, W. A. Mozart és L. van Beethoven)
- Romantikus hegedűvirtuózok – Violinvirtuosen der Romantik – Romantic Violin Virtuosos, 1984 (N. Paganini, H. Vieuxtemps, J. Joachim, P. de Sarasate és H. Wieniawski)
- Romantika II. – Romantik II. – Romanticism II., 1986 (H. Berlioz, C. Saint-Saens, C. A. Cui, P. I. Tschaikowsky, E. Sjögren, A. Dvorák)
- Brácsamuzsika – Musik für Viola –  Music for Viola I.–III., EMB Kiadó, Budapest, 1985, 1986, 1988

## Regénye, kisregényei
- Harangzúgás, Singer és Wolfner Irodalmi Intézet Rt., Milliók Könyve sorozat, 252. szám, Budapest, 1933

A Világvárosi Regények sorozatban megjelent kisregényei:
- Hajsza a ködben, 89. szám, 1933; Aldina Kiadó, Budapest, 1993, ISBN 9637394095
- Robbanás!, 111. szám, 1934
- Jamson három halála, 163. szám, 1935
- A rettegés városa, 188. szám, 1935
- Néma küzdelem, 203. szám, 1935
- Három mesterfogás, 259. szám, 1936
- Gépek harca,[1] 314. szám, 1936